# Moby Dick (restaurante)
Moby Dick House de Kabob (en persa: موبی دیک: خانه کباب) es una cadena de restaurantes kabob en el área metropolitana de Washington. Lleva el nombre de un restaurante en Teherán que estaba cerca de la Embajada de Estados Unidos durante la época de Pahlavi; ese restaurante fue cerrado permanentemente después de la revolución iraní en 1979. El primer restaurante Moby Dick se abrió en Bethesda, Maryland en 1989.

## Historia

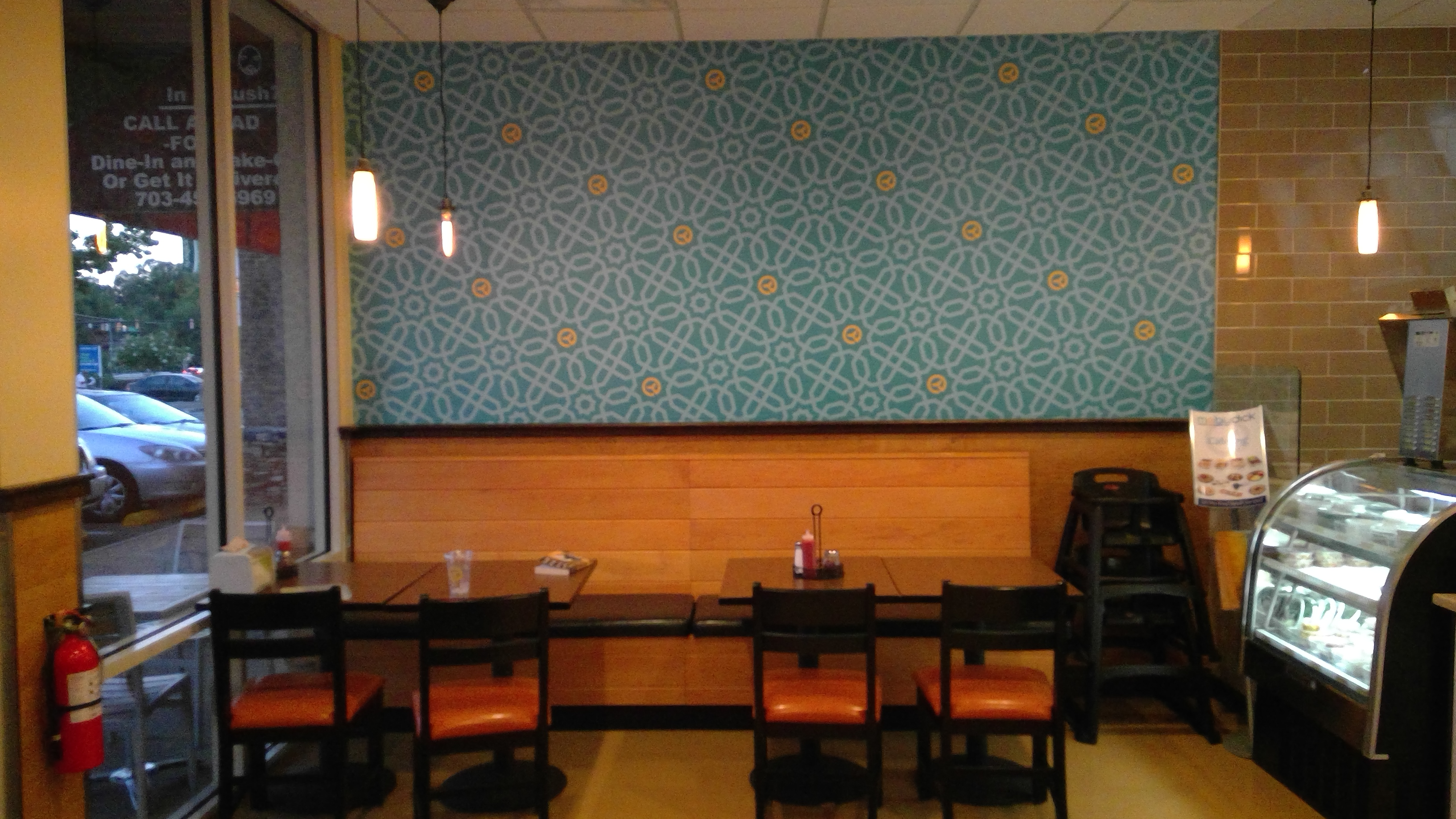
Interior de un Moby Dick restaurante en Springfield, Virginia

El fundador Mike Daryoush emigró a Estados Unidos desde Irán en 1975. Abrió una pequeña tienda de sándwiches en 1987 en Bethesda, Maryland, que sirve algunos platos del Medio Oriente. Cambió el menú persa y lo agregó un horno de barro en 1989.  El nombre hace referencia a una de las mayores articulaciones de kabob en Teherán, que estaba cerca de la Embajada de Estados Unidos durante la época del Shah. Se llamaba Moby Dick, aparentemente porque al dueño realmente le gustaba el libro. La nueva ubicación se abrió en la Ciudad de Fairfax, VA en 2016.

### 2000 tiroteo
El 7de junio de 2000, dos agentes vendedores de joyas realizaron disparos a un delincuente que había seguido desde Georgetown hasta el restaurante. Las víctimas de tiroteo sobrevivieron al igual que el perpetrator Zachary J. Wages, fue arrestado y condenado por agresión y robo.